# Philip Henry Stanhope, IV conte di Stanhope
Philip Henry Stanhope, IV conte di Stanhope (Chevening, 7 dicembre 1781 – 2 marzo 1855), è stato un nobile e politico inglese.

## Biografia
Era l'unico figlio di Charles Stanhope, III conte di Stanhope, e della sua seconda moglie, Lady Louisa Grenville.
Come gli altri membri della sua famiglia dotato, in particolare la sua sorellastra Lady Hester Stanhope, venne raffigurato come un personaggio un po' eccentrico. Dopo aver studiato in Germania, aveva l'abitudine di viaggiare molto in Europa (per lo più da solo, anche se era sposato e aveva un figlio e una figlia), in modo da accordarsi alle varie corti principesche e spendere un sacco di soldi.

## Carriera politica
È stato un deputato come Whig per Wendover (1806-1807), Hull (1807-1812) e Midhurst dal 1812 fino alla sua successione alla nobiltà il 15 dicembre 1816. Condivise con il padre l'interesse scientifico.

## Matrimonio
Sposò, il 19 novembre 1803, lady Catherine Lucy Smith (?-1º ottobre 1843), figlia di Robert Smith, I barone Carrington di Upton e di Anne -Boldero Barnard. Ebbero due figli:
- Philip Henry Stanhope, V conte di Stanhope (30 gennaio 1805-24 dicembre 1875)
- Lady Catherine Lucy Wilhelmina Stanhope (1º giugno 1819-18 maggio 1901)

## Il caso di Kaspar Hauser
Egli cominciò a interessarsi alla storia del trovatello Kaspar Hauser, apparso a Norimberga nel 1828 e divenuto famoso per la sua affermazione che era stato cresciuto in totale isolamento in una stanza buia non potendo dir niente circa la propria identità. Egli prima si interessò alle sorti del ragazzo, praticamente adottandolo, ma considerandolo poi un impostore. Kasper venne anni dopo ritrovato con una profonda ferita al petto, era il 1833, e affermò di essere stato aggredito da un individuo incappucciato; a causa di questa aggressione, morì tre giorni più tardi. Si sospettò che Hauser fosse un principe ereditario di Baden e che fosse stato assassinato per motivi politici, ma il conte fu sempre fermamente contrario a questa versione.